# English Cyclopaedia
L'English Cyclopaedia: A new dictionary of universal knowledge est une encyclopédie en anglais créée sous la direction de Charles Knight et basée sur la Penny Cyclopaedia, dont il avait le droit d'auteur. Il était assisté par Alexander Ramsay et James Thorne.
Elle est divisée en quatre parties, chacune alphabétique, et très inégales :
1. Géographie (4 volumes et un supplément)
2. Histoire naturelle (4 volumes et un supplément)
3. Biographie (avec 703 biographies; 6 volumes et supplément)
4. Arts et sciences (8 volumes et supplément)

L'index synoptique, 168 pages, comporte quatre colonnes sur une page, une pour chaque division, de sorte que l'ordre est alphabétique et pourtant les mots sont classés.